# Großgrimma

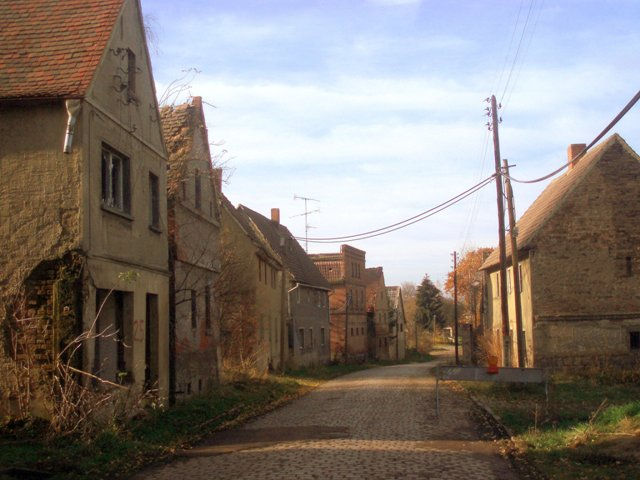
Straßenzug in Großgrimma vor dem Abriss im November 2006

Großgrimma war eine Gemeinde des ehemaligen Landkreises Weißenfels im Bundesland Sachsen-Anhalt. Am 1. Juli 1998 wurde Großgrimma zur Stadt Hohenmölsen eingemeindet. Der Ort Großgrimma ist inzwischen devastiert und abgerissen. Zur Gemeinde gehörten außerdem die ebenfalls abgetragenen Ortschaften Grunau, Bösau, Domsen, Mödnitz und Deumen. 

## Geschichte

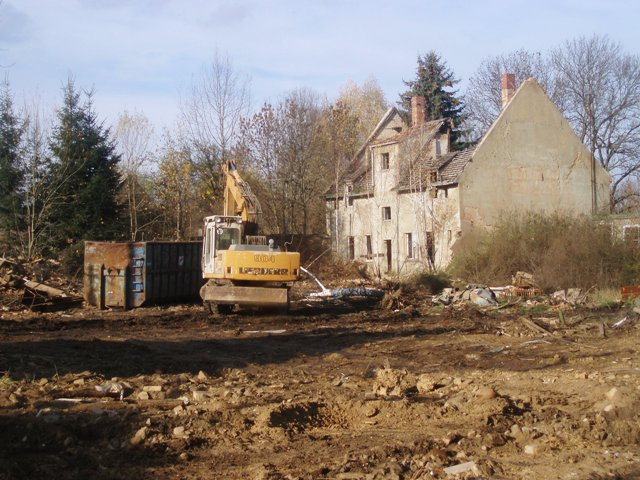
Abrissarbeiten in Großgrimma im November 2006

Großgrimma und seine ehemaligen fünf Ortsteile gehörten wie die Nachbarorte Steingrimma, Queisau und Köttichau bis 1815 zum Kurfürstentum Sachsen bzw. zum Königreich Sachsen. Großgrimma, Deumen, Domsen, Grunau und Bösau lagen im Osten des kursächsischen Amts Weißenfels, das zwischen 1656/57 und 1746 zum Sekundogenitur-Fürstentum Sachsen-Weißenfels gehörte. Mödnitz lag ebenfalls im Osten des Amts Weißenfels, unterstand aber als Exklave dem hochstift-merseburgischen Amt Lützen, das seit 1561 unter kursächsischer Hoheit stand und zwischen 1656/57 und 1738 zum Sekundogenitur-Fürstentum Sachsen-Merseburg gehörte.
Durch die Beschlüsse des Wiener Kongresses kamen die sechs Orte im Jahr 1815 zu Preußen. Sie wurden 1816 dem Kreis Weißenfels im Regierungsbezirk Merseburg der Provinz Sachsen zugeteilt. Mit der zweiten Kreisreform 1952 kam Großgrimma und seine fünf Ortsteile zum Kreis Hohenmölsen im Bezirk Halle, der 1994 im Landkreis Weißenfels aufging. Zum 1. Januar 1985 wurde die Flur des 1984 devastierten Orts Dobergast nach Großgrimma eingemeindet.

## Auflösung

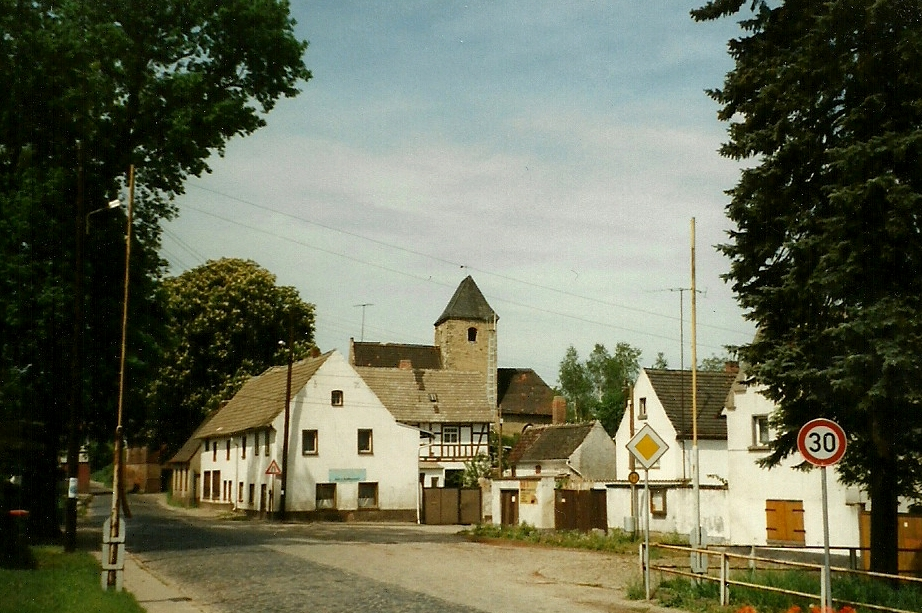
Der Ortsteil Deumen vor dem Abriss

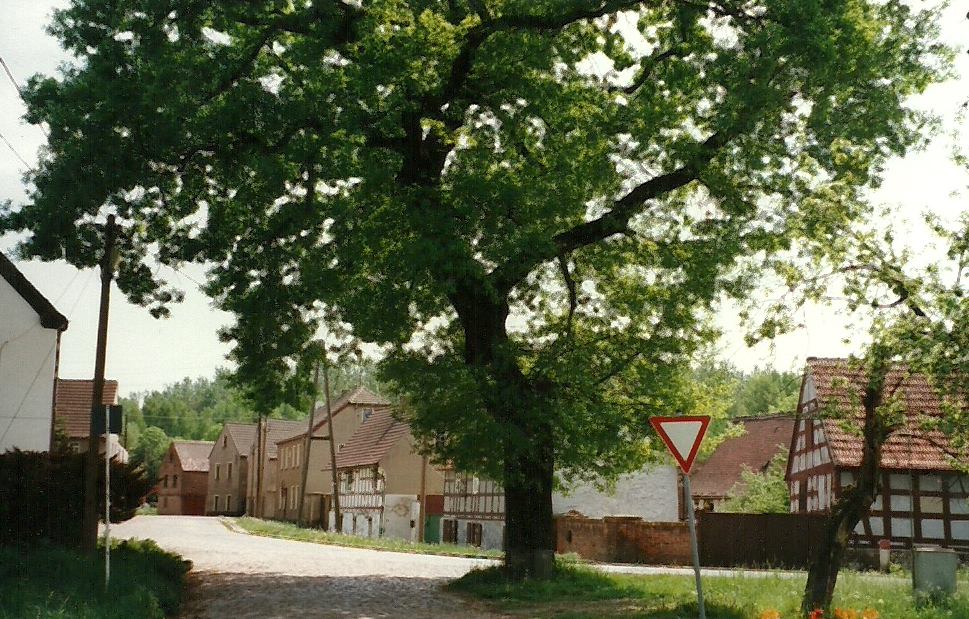
Der Ortsteil Grunau vor dem Abriss

Die Gemeinde wurde im Vorfeld der Braunkohlengewinnung durch die Mitteldeutsche Braunkohlengesellschaft (MIBRAG) im Zeitz-Weißenfelser-Revier aufgelöst. Das mächtige Braunkohleflöz unter der Ortslage war seit langem bekannt. Großgrimma hatte deshalb schon seit Jahrzehnten den Status „Bergbauschutzgebiet“. 
1994 kam es zum Vertragsabschluss, der die Umsiedlung der Einwohner von Großgrimma nach Hohenmölsen regelte. Im Jahr darauf begannen in Hohenmölsen-Süd die Bauarbeiten für die Ersatz-Siedlung. Es entstanden Eigenheime, Mietwohnungen und ein Gymnasium. 1998 war die Umsiedlung der gut 800 Einwohner und damit auch die Eingemeindung nach Hohenmölsen abgeschlossen. Letzte Bürgermeisterin der Gemeinde Großgrimma war Sabine Meinhardt. 
In den Jahren nach der Umsiedlung nutzte die Bundeswehr die leerstehende Siedlung Großgrimma für die Ausbildung zum Kosovo-Einsatz. Als die  Häuser dafür nicht mehr benötigt wurden, begann im Jahr 2006 der Abriss, der Anfang 2013 noch nicht beendet war. Dagegen wurden die Ortsteile Bösau, Domsen, Mödnitz, Deumen und der überwiegende Teil von Grunau schon kurz nach dem Auszug der Bewohner abgetragen. Neben den zahlreichen im fränkischen Stil errichteten Bauernhöfen der Ortschaften war ein herausragendes Baudenkmal die im Februar 2005 abgerissene Grunauer Kirche mit ihrer barocken Turmhaube. Das Gebäude stand auf einem Hügel und war auch von weitem gut zu sehen. 
Weitere Nachbarorte in der näheren Umgebung von Großgrimma, die aufgrund der Braunkohlenförderung im Tagebau Profen verschwunden sind, waren Steingrimma, Dobergast (am 1. Januar 1985 nach Großgrimma eingemeindet), Queisau und Köttichau, wobei einzig Queisau keine Kirche hatte.
Auf dem Ortsfriedhof von Großgrimma ruhten zehn namentlich unbekannte polnische Zwangsarbeiter, die während des Zweiten Weltkrieges nach Deutschland verschleppt wurden.
Durch die Großgrimmaer Landschaft fließt die Grunau, die einst in Köttichau entsprang, bis der Tagebau ihren ursprünglichen Lauf veränderte. Ab 2017 gehört die Gemarkung Großgrimma zum Baufeld Domsen des Tagebaus Profen. 
Nach der Auskohlung soll ab dem Jahr 2035 als Bergbaufolgelandschaft ein 920 Hektar großer Tagebausee namens Domsener See entstehen.

## Söhne und Töchter der Gemeinde
- Walter Daehn (1929–2021), Kommunalpolitiker
- Rita Kirst (* 21. Oktober 1950), Leichtathletin